# 메모리 관리 장치

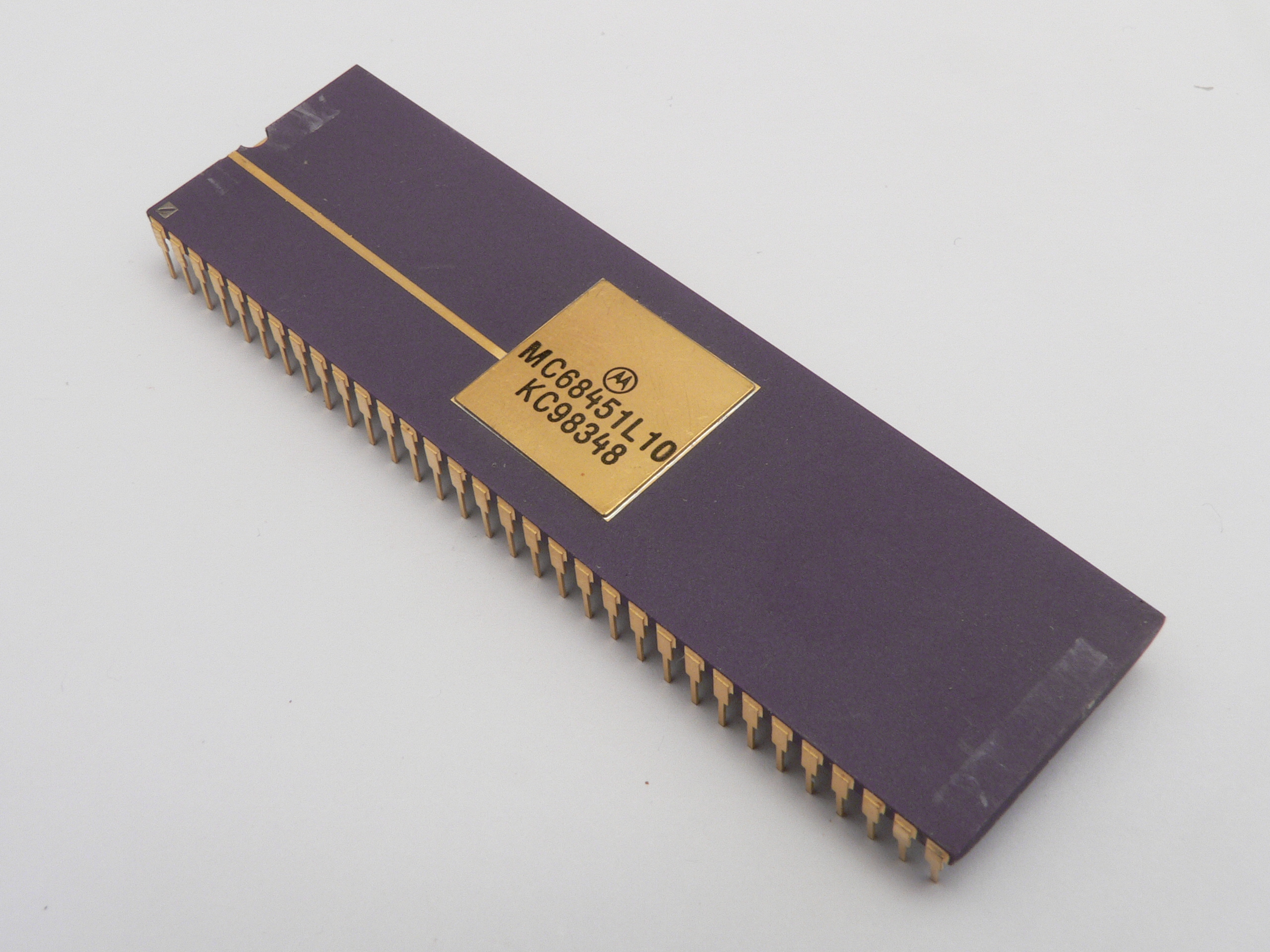
모토로라 68010 마이크로프로세서와 함께 사용되었던 68451 MMU. 예전에는 MMU가 이와 같이 따로 분리된 하드웨어였지만 최근의 아키텍처에서는 프로세서와 같은 칩에 회로로 삽입된다.

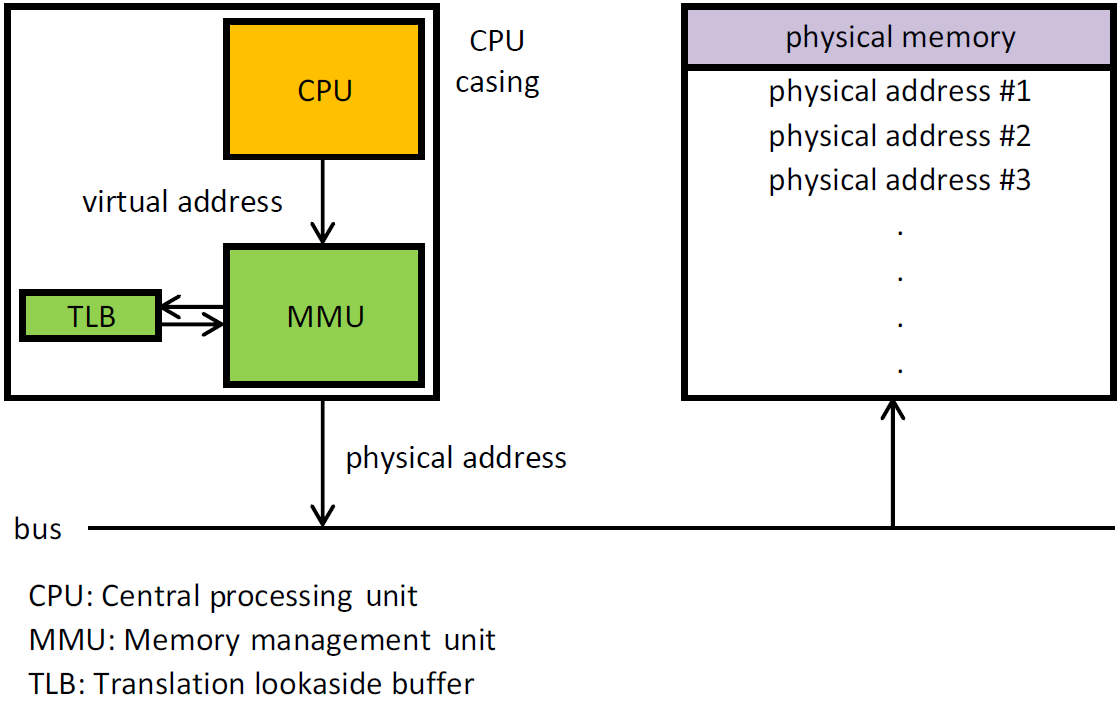
MMU 동작 개요도

메모리 관리 장치(Memory Management Unit, 줄여서 MMU)는 CPU가 메모리에 접근하는 것을 관리하는 컴퓨터 하드웨어 부품이다. 가상 메모리 주소를 실제 메모리 주소로 변환하며, 메모리 보호, 캐시 관리, 버스 중재 등의 역할을 담당하며 간단한 8비트 아키텍처에서는 뱅크 스위칭을 담당하기도 한다.
최신 아키텍처에서 MMU는 가상 주소공간을 2N비트 크기의 페이지들로 나눈다. 그 가운데 일부 페이지는 실제 메모리 주소의 한 프레임에 대응되는데, 대부분의 경우 가상 주소공간은 실제 메모리의 주소공간보다 크기 때문에 모든 페이지가 실제 메모리에 대응되는 것은 아니다. CPU가 가상 메모리 주소를 MMU에 넘겨주면 MMU는 그 주소를 받아 뒤쪽의 N비트는 바꾸지 않고 앞쪽의 나머지 비트를 그에 해당하는 실제 메모리 주소로 바꾼다. 이때 가상 메모리 주소와 실제 메모리 주소 사이의 변환을 위해 MMU는 변환 참조 버퍼(Translation Lookaside Buffer, TLB)라는 고속의 보조기억장치를 참조한다. 이 보조기억장치에 원하는 변환 정보가 없을 때는 더 느린 다른 방법으로 페이지 변환 정보를 얻어오는데, 이 페이지 변환 정보가 담겨 있는 자료구조를 페이지 테이블(Page Table)이라 한다. 페이지 테이블의 동작은 아키텍처와 운영체제에 따라 서로 다르다.
TLB나 PTE는 또한 그 메모리 주소가 캐시에 저장되었는지, 페이지가 쓰여졌는지(dirty bit), 프로세스에게 메모리에 접근할 권한이 있는지 등의 정보를 저장하기도 한다.
TLB나 페이지 테이블이 실제 메모리 주소를 가져오지 못하는 경우가 있는데, 이를 페이지 실패(page fault)라 한다. 대부분의 경우 페이지 실패는 가상 주소공간의 페이지가 실제 메모리에 없기 때문에 발생한다. 이 경우 운영체제가 그 처리를 담당하는데, 비어 있는 메모리 공간에 페이지를 할당하거나, 비어 있는 메모리 공간이 없을 경우 실제 메모리의 한 페이지를 빼내 하드 디스크에 저장하고 (이를 스와핑이라 한다) 그 자리에 요구 받은 페이지를 할당한다.
페이지 실패는 메모리 보호의 목적으로도 사용될 수 있다. 어떤 프로그램이 접근이 금지된 주소공간에 접근하려 하면 MMU는 페이지 실패를 일으킨다. 이때 운영체제는 금지된 공간에 접근하려 하는 페이지 실패를 처리하지 않고 프로그램을 중지시킴으로써 악의가 있는 프로그램이나 버그가 있는 프로그램이 중요한 데이터를 읽거나 쓰는 것을 막을 수 있다.

## 같이 보기
- 가상 메모리